# Konrád József
Konrád József (Somorja, 1921. november 6. – Komárom, 2010. augusztus 26.) szlovákiai magyar színész, rendező, színházigazgató, műfordító.

## Életpályája
Általános iskolai tanulmányait Somorján végezte el. 1936-ban Pozsonyban kezdte a gimnáziumot, majd 1938-ban Dunaszerdahelyen folytatta tanulmányait, és itt is érettségizett 1943-ban. A második világháború alatt Somorján és Budapesten volt katona. 
1952–1960 között a komáromi Magyar Területi Színház színésze volt. 1956–1977 között, valamint 1979–1981 között a színház művészeti vezetője volt. 1960–1987 között a színház rendezője volt. 1962–1963 között – Munk Istvánnal és Tarics Jánossal –, valamint 1977–1979 között igazgatója volt a teátrumnak. 
1987-ben nyugdíjba vonult. 2008-ban a Komáromi Jókai Színház örökös tagjává választották.

## Színházi munkái
A Színházi Adattárban regisztrált bemutatóinak száma: műfordítóként: 7; rendezőként: 13.
| - Lahola: A bosszú (1968, 1994) - Strahl: Éva és Ádám (1974) - Bukovcan: Fata morgana (1982) - Solovic: S.O.S. (Ez aztán a meglepetés) (1982) - Jirásková: Zűrzavar (1983) - Otcenáaek: Kiruccanás a hét közepén (1987) | - Hasek: Svejk (1973) - Sztratiev: Velúrzakó (1981) - Gvadányi-Gaál: A peleskei nótárius (1982) - Jókai-Török: Szeretve mind a vérpadig (1983) - Csokonai-Kiss: Az özvegy Karnyóné s a két szeleburdiak (1983) - Vörösmarty Mihály: Czillei és a Hunyadiak (1983) - Carlo Goldoni: A legyező (1984) - Mikszáth Kálmán: A Noszty fiú esete Tóth Marival (1984) - Kőszeghy F. László: Lusta királyság (1985) - Danek: Jelentés N. város sebészetéről (1986) - Móricz Zsigmond: Nem élhetek muzsikaszó nélkül (1986) - Pancsev: A négy kalap (1986) - Jókai-Török: Fácia negra (1987) |

## Egyéb színházi munkái
| - Jókai Mór: Az aranyember....Tímár Mihály - Dobozy Imre: Vihar....Csendes Imre - Csehov: Ványa bácsi....Asztrov | - Mikszáth Kálmán: Különös házasság - Mikszáth Kálmán: Szent Péter esernyője - Móricz Zsigmond: Madárka - Móricz Zsigmond: Úri muri - Móricz Zsigmond: Légy jó mindhalálig - Egri Viktor: Ének a romok felett |

## Filmjei
| - Szakadék (1956) - Kard és kocka (1959) - Szegény gazdagok (1959) - Légy jó mindhalálig (1960) - Felmegyek a miniszterhez (1962) - Tücsök (1963) - Özvegy menyasszonyok (1964) - Aranysárkány (1966) - Szegénylegények (1966) - Princ, a katona (1967) - A koppányi aga testamentuma (1967) - Csend és kiáltás (1968) - Sirokkó (1969) - Bors (1968) - Őrjárat az égen (1970) (rendezőasszisztens is) - Érik a fény (1970) | - Veréb utcai csata (1959) - Sakknovella (1959) - Tilos a szerelem (1965) - Széchenyi meggyilkoltatása (1971) |

## Díjai
- Kiváló Munkáért (1973)
- Érdemes művész (1975)
- CSEMADOK-érem (1980)[2]